# Colonia el Pochote
Colonia el Pochote är en ort i Mexiko.   Den ligger i kommunen Tlaltizapán de Zapata och delstaten Morelos, i den sydöstra delen av landet, 80 km söder om huvudstaden Mexico City. Colonia el Pochote ligger 948 meter över havet och antalet invånare är 132.
Terrängen runt Colonia el Pochote är kuperad åt nordost, men åt sydväst är den platt. Runt Colonia el Pochote är det ganska tätbefolkat, med 139 invånare per kvadratkilometer. Närmaste större samhälle är Emiliano Zapata, 19,8 km norr om Colonia el Pochote. I omgivningarna runt Colonia el Pochote växer huvudsakligen savannskog.